# Ricardo Sánchez
Ricardo Sánchez Alarcón (Madrid, 24 februari 1971) is een voormalig Spaanse waterpoloër.
Ricardo Sánchez nam eenmaal deel aan de Olympische Spelen, in 1992. Hij eindigde met het Spaanse team op de tweede plaats.
Daniel Ballart · 
Manuel Estiarte · 
Pedro García · 
Salvador Gómez · 
Marco Antonio González · 
Rubén Michavila · 
Miguel Ángel Oca · 
Sergi Pedrerol · 
Josep Picó · 
Jesús Rollán · 
Ricardo Sánchez · 
Jordi Sans